# Figueira de Cocho
Figueira de Cocho es una localidad caboverdiana del municipio de Ribeira Brava.

## Geografía
La localidad está situada en la isla de São Nicolau.

## Organización territorial
La localidad abarca el lugar de:
- Figueira Cocho